# العتبة العباسية
العتبة العباسية وهو المكان الذي دفن فيه العباس بن علي في كربلاء في العراق بعد معركة كربلاء عام 61 هـ يقصده الشيعة من كل مكان لزيارته والتبرك بمرقده.

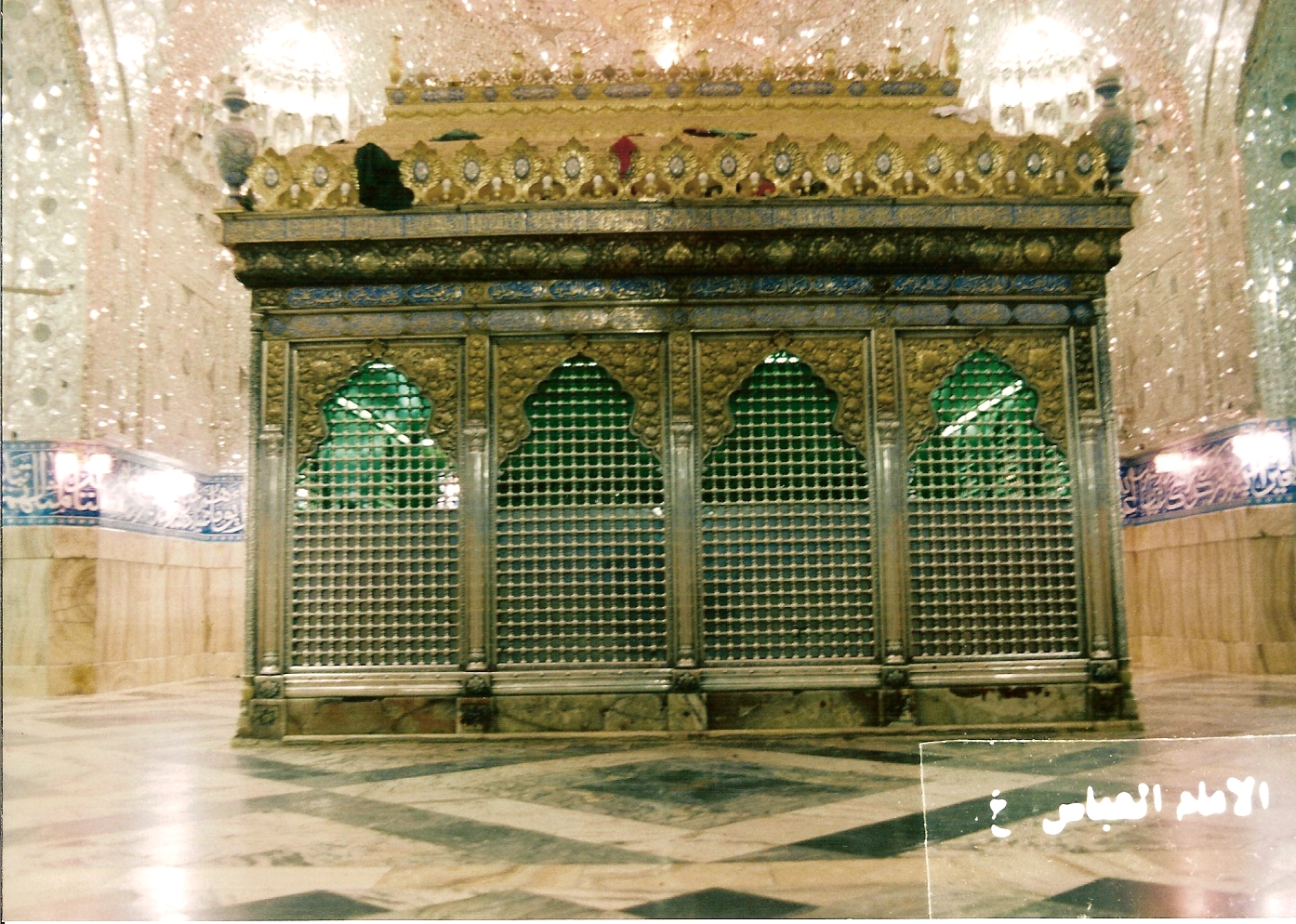
قبر العباس بن علي من الداخل

## وصف للعتبة العباسية

### موقعها
تقع العتبة العباسية في مركز المدينة القديمة في كربلاء باتجاه عمودي على الجهات الجغرافية الأربعة بحيث تكون واجهتها الجنوبية من الأمام والشمالية إلى الخلف، وتقع إلى الشمال الشرقي من العتبة الحسينية وبمسافة 247م بين أقرب نقطة في السور الخارجي المقابل لكل منهما وعلى امتداد منطقة بين الحرمين، وبمسافة 378م بين مركزي القبتين أي بين مركزي الشباكين للحسين بن علي وأبي الفضل العباس، وإلى الشرق منها يقع نهر العلقمي المندرس.

### شكلها

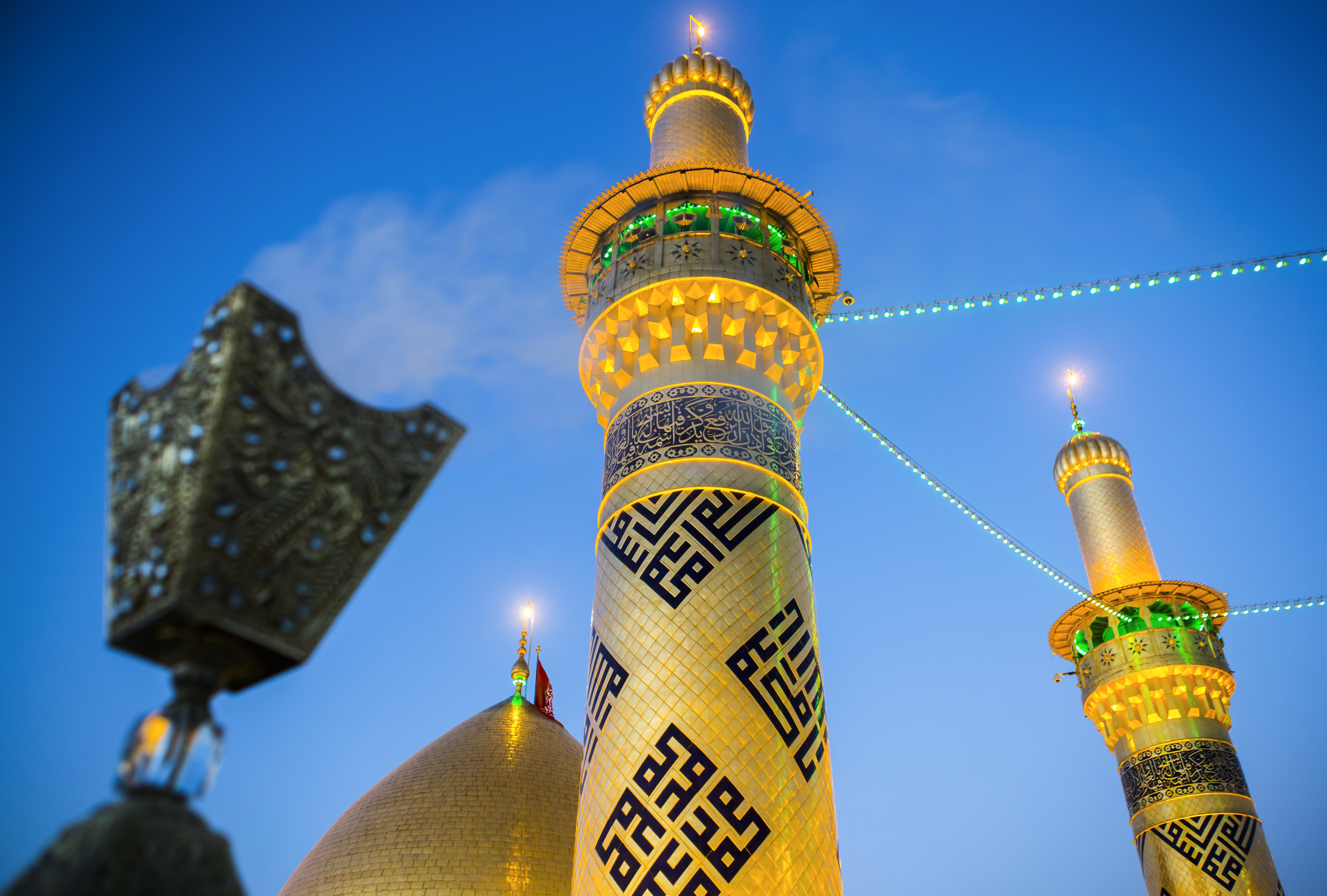
مأذن العتبة العباسية

تعتبر عمارة المراقد الشيعية جزءً من التراث الثقافي الإنساني العالمي، وأحد أجمل الصروح الخالدة في تاريخ الحضارة الإنسانية.
وقد بنيت العتبة العباسية كأغلب العتبات في العراق، على هيئة القلاع والحصون المنيعة، حيث انشأت قبل عدة قرون وفق تلك الطرز المعمارية لأسباب أمنية وأخرى بيئية مع وجود فلسفة معمارية فنية ساعدت على إنشائها وفق هذه الهيئات لما لها من إيحاءات روحية، فنجد أنها تتميز بوجود الأسوار التي تتخللها الأبواب الضخمة التي توحي للناظر بالهيبة والرسمانية الكبيرين، وهذه الأسوار تضم منشآت الخدمة والمخازن حالياً والمستحدثة بعد 9/4/2003م من قبل الإدارة الجديدة - والتي كانت قبلاً تضم المقابر والمخازن فقط ودار الضيافة وغرف السدنة- وبالتالي يبلغ عرضها عدة أمتار مع الجدران الداخلية والخارجية لها، فيما تفصلها عن مركز العتبة، الباحة الرئيسية التي تسمى الصحن الذي يتوسطه البناء الرئيسي لها وهو مركزها، كما أنه قلبها ومحور الحركة الذي تدور حوله أفلاكها، ومركز النشاط الروحي والديني لها، حيث يضم المرقد لأبي الفضل العباس.
شكل العتبة من الخارج مستطيل تقريباً ذو أركان دائرية متناظرة تقريباً في استدارتها باستثناء الزاوية الجنوبية الشرقية، حيث تبلغ مساحة العتبة (10973)م2 تقريباً، ويشمل ذلك مساحات مداخل الأبواب البارزة عن سور الصحن الشريف، ومحيطها 395 متراً، أبعادها عند أبعد نقطتين في أضلاع السور (120.5م× 94 م)، يحيط العتبة من الخارج سور بارتفاع 11م مشيد من الطابوق ومزينٌ من الخارج بأقواس داخلية وخارجية مغلفة بالطابوق الفرشي الآجر الفخاري ومطعم بالكاشي الكربلائي المزخرف وبنقوش إسلامية، وفي أعلى السور كتيبة من الكاشي الكربلائي مخطوط عليها آيات قرأنية.

## معرض صور

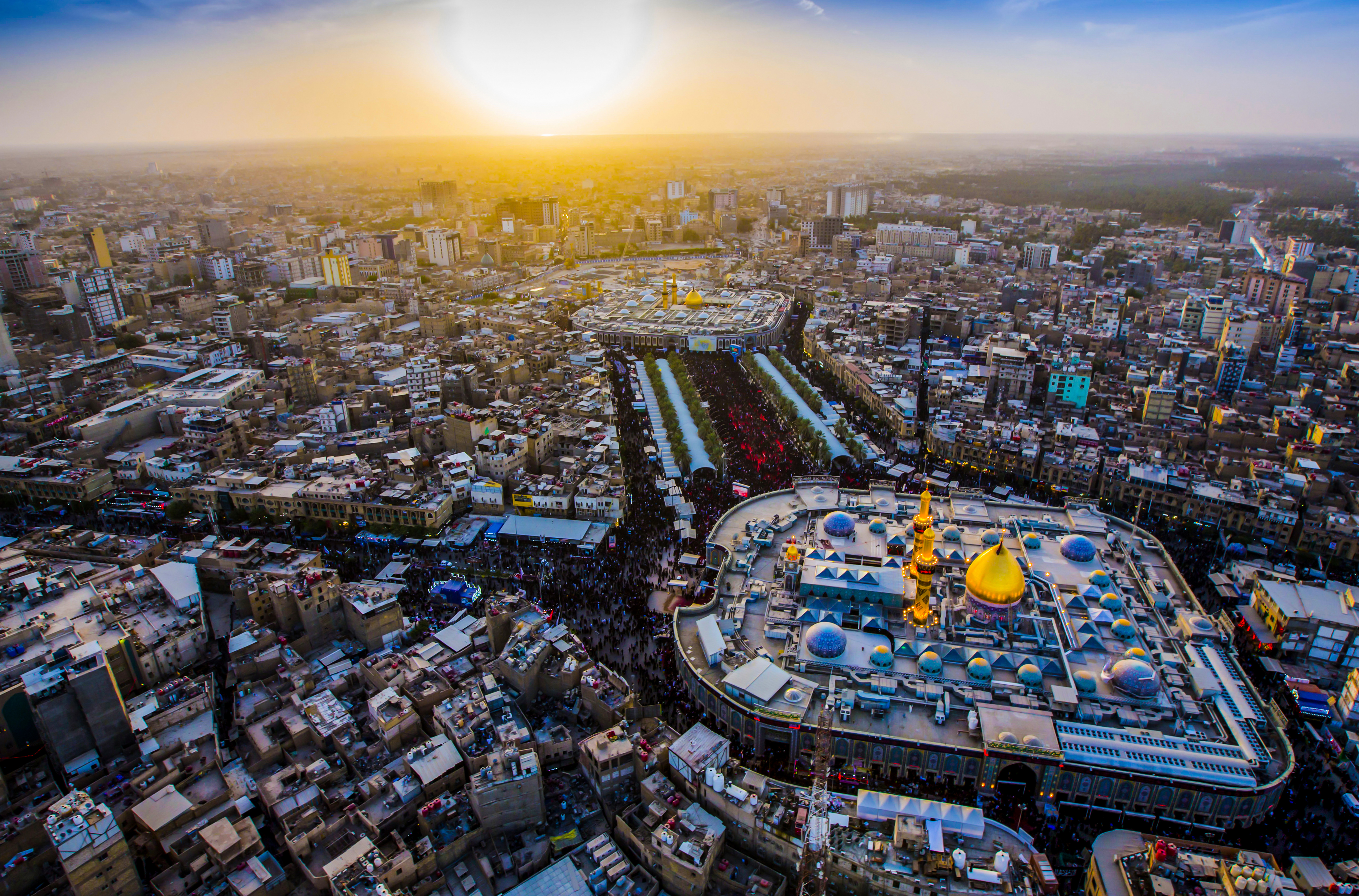
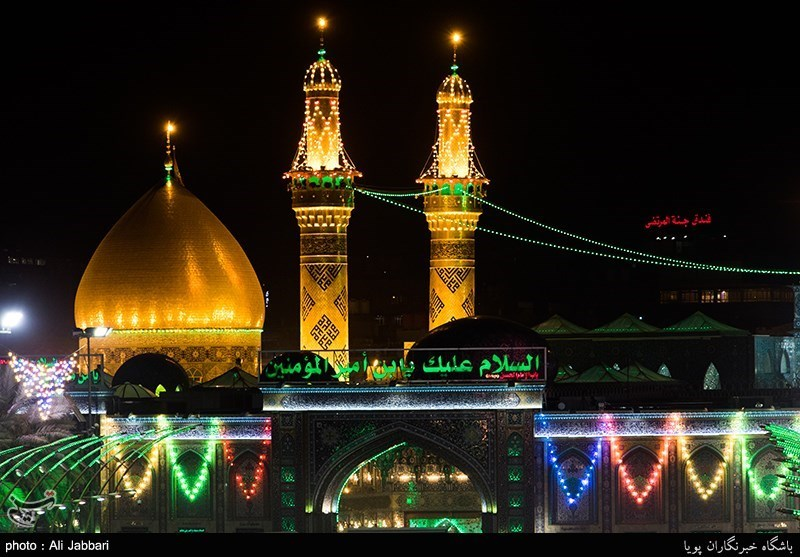
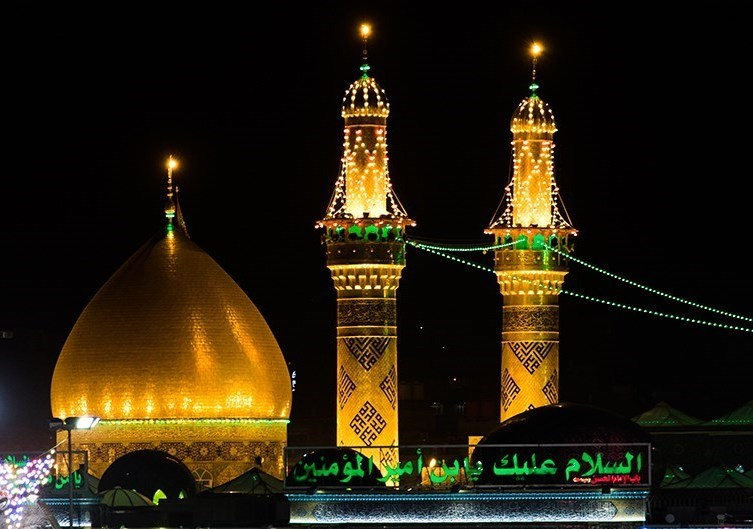
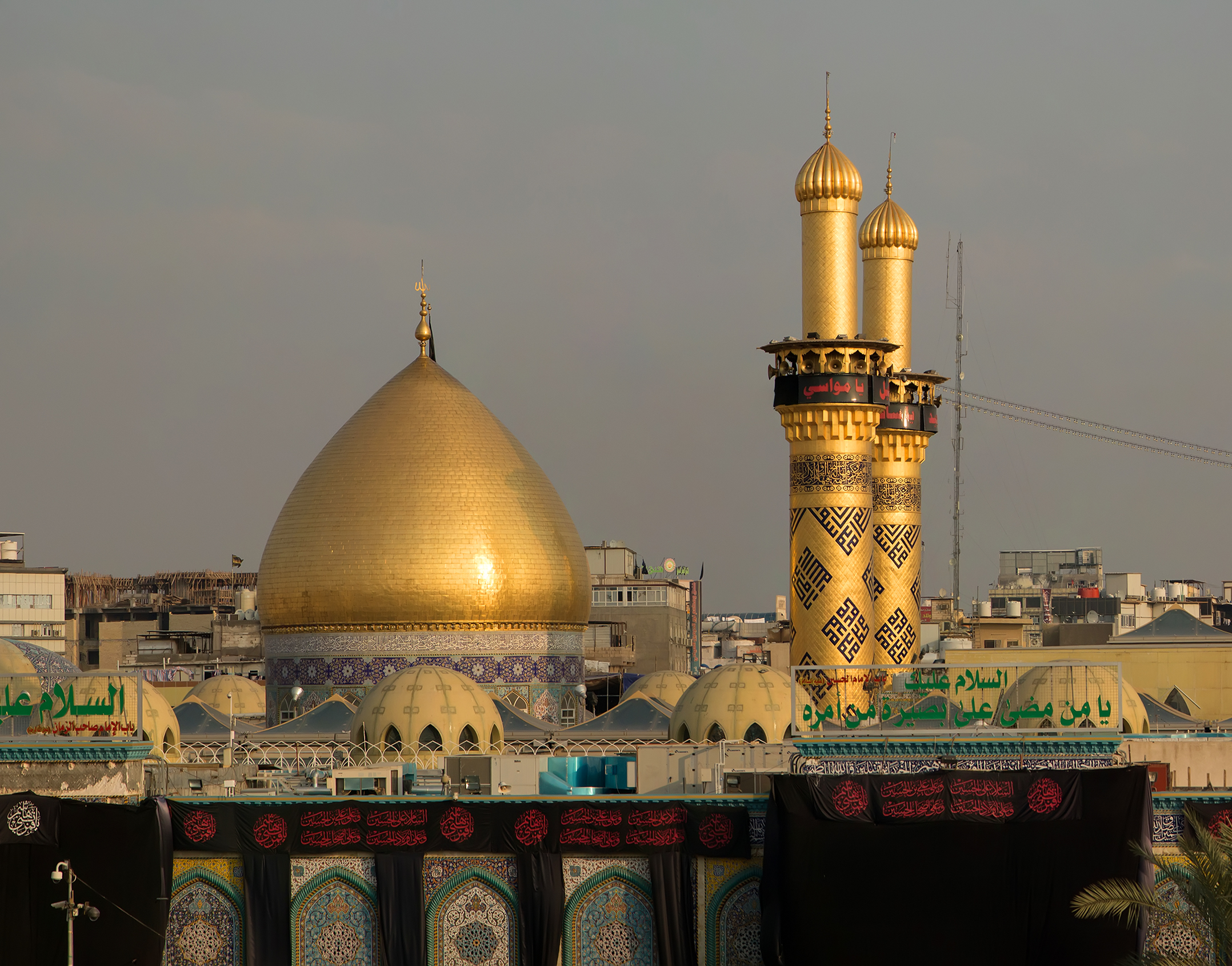
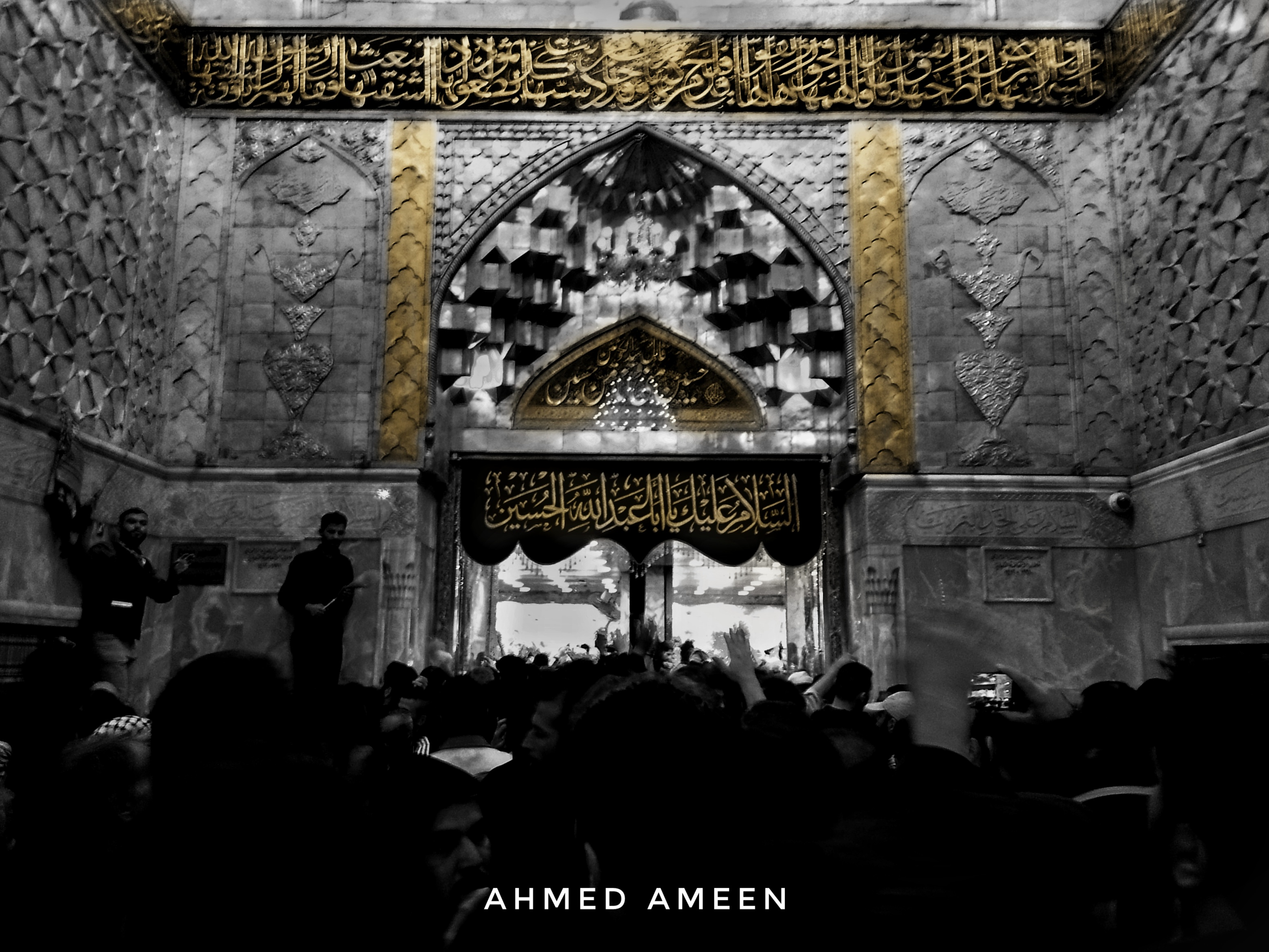
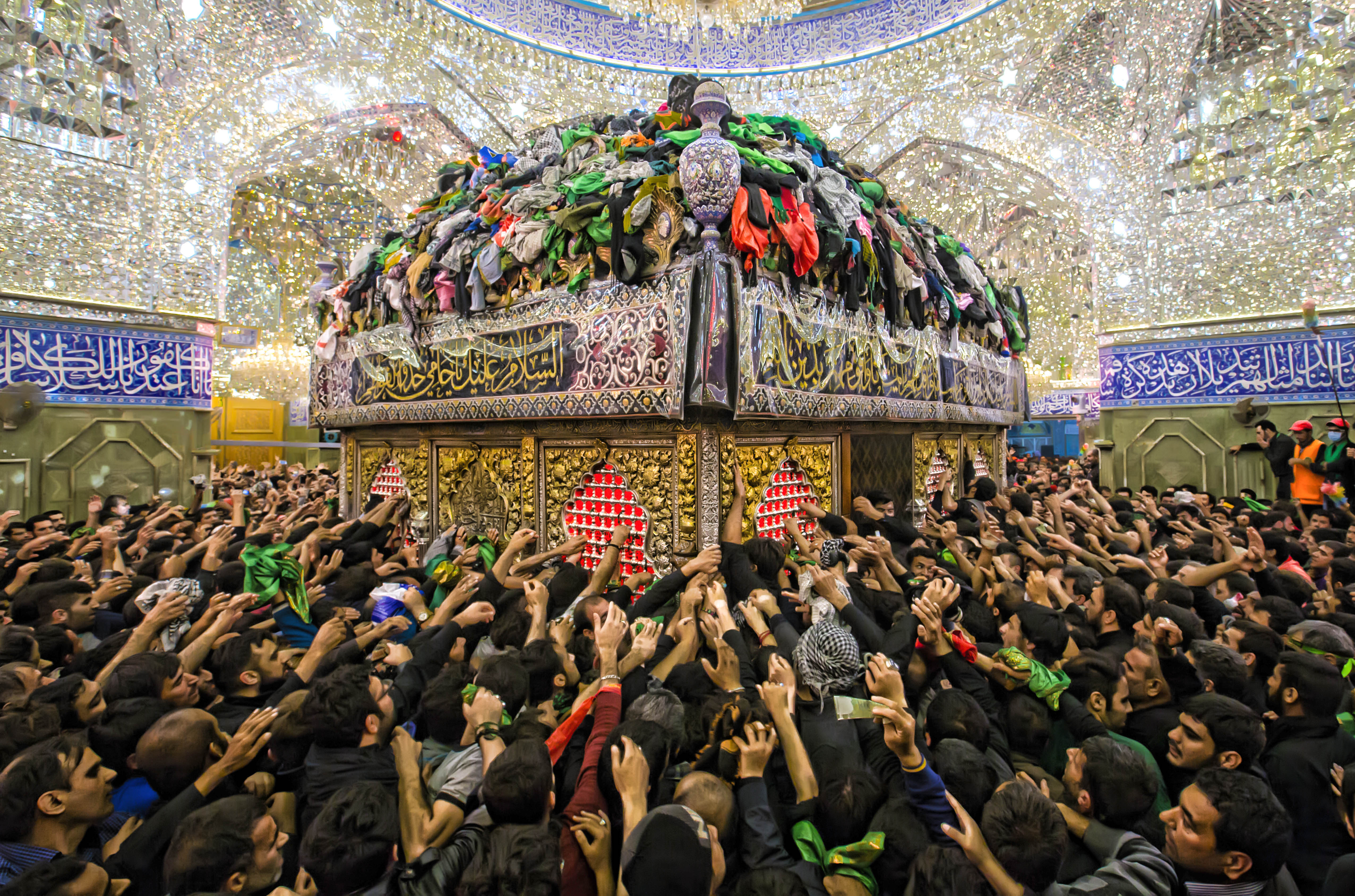
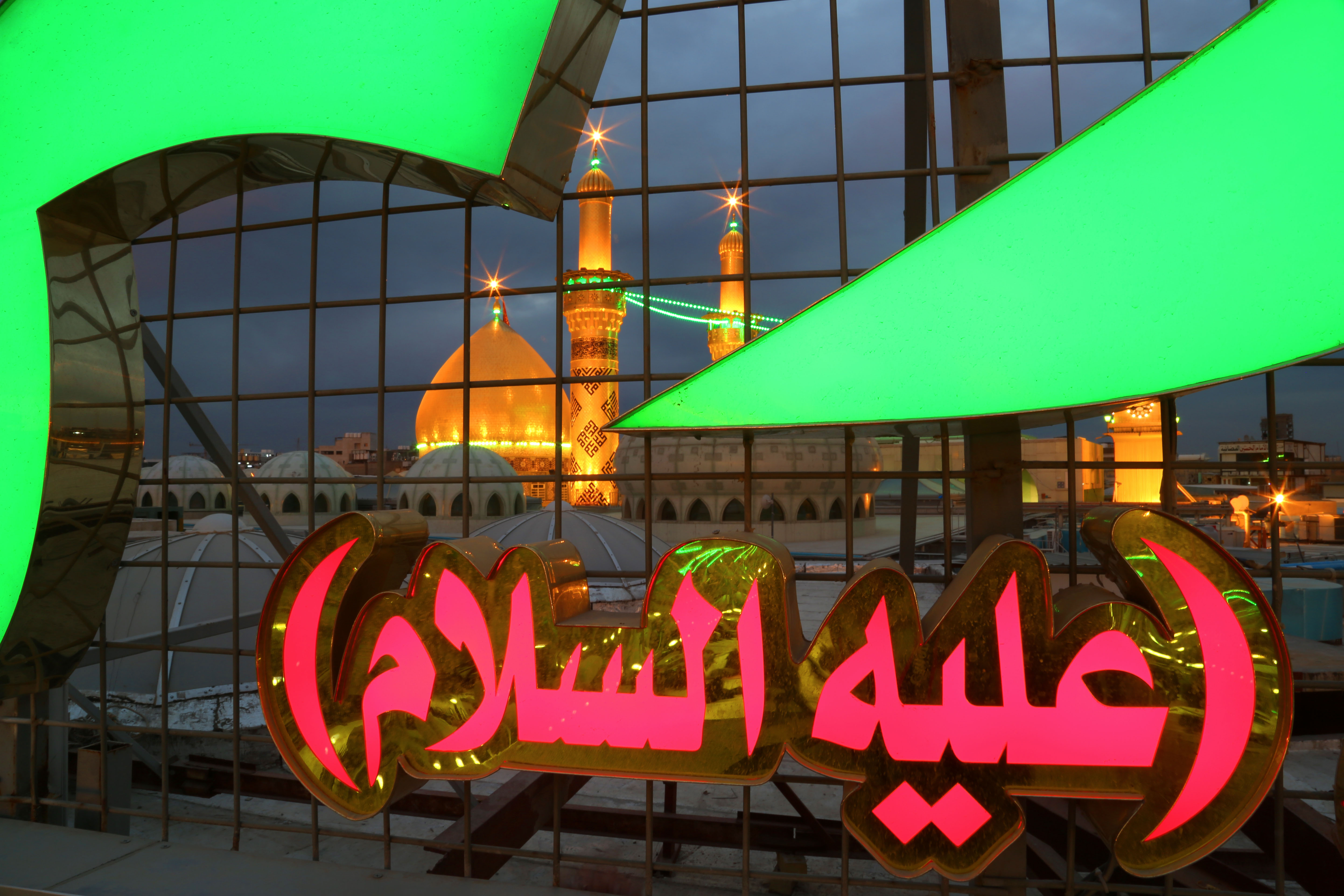
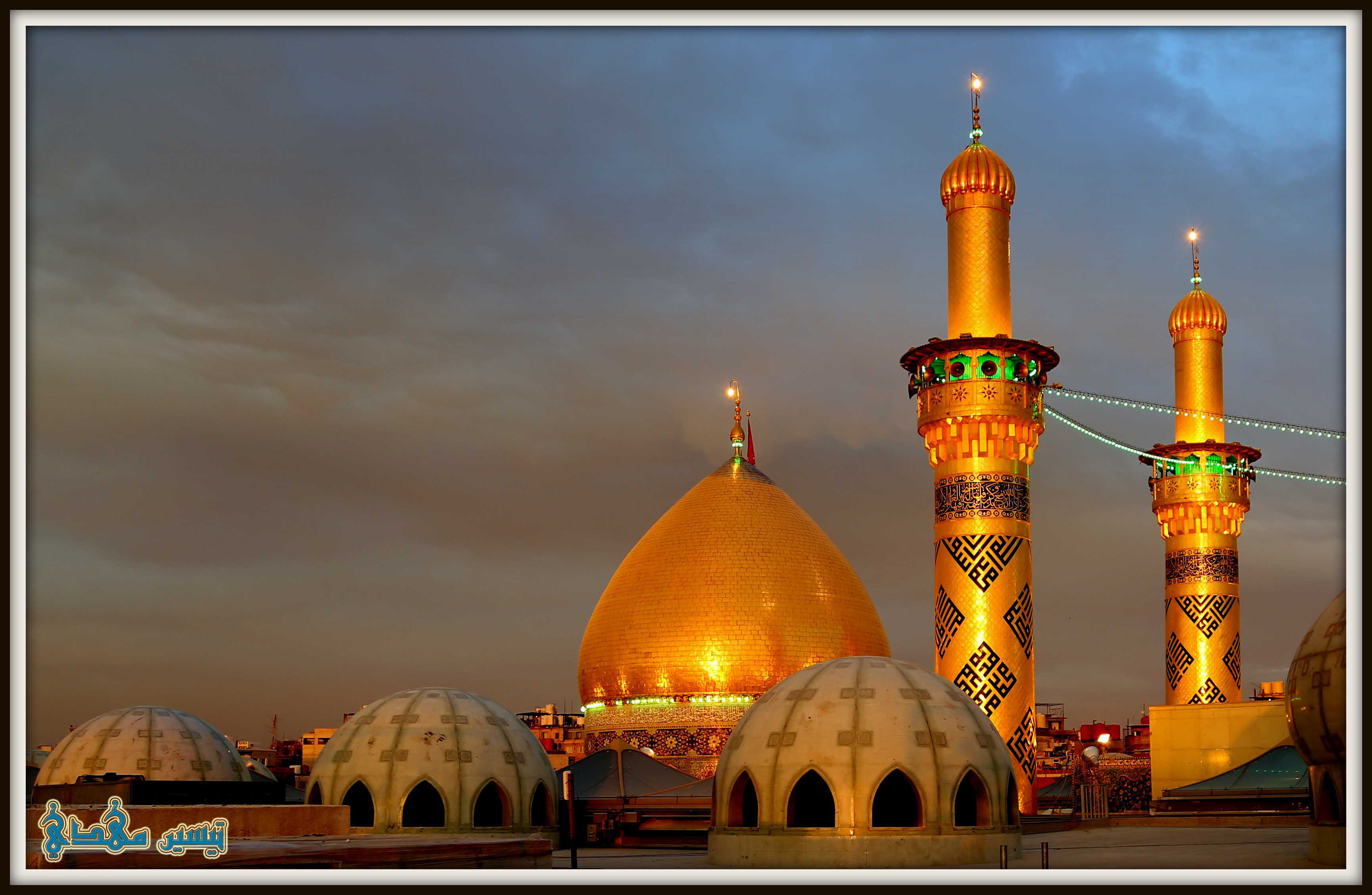
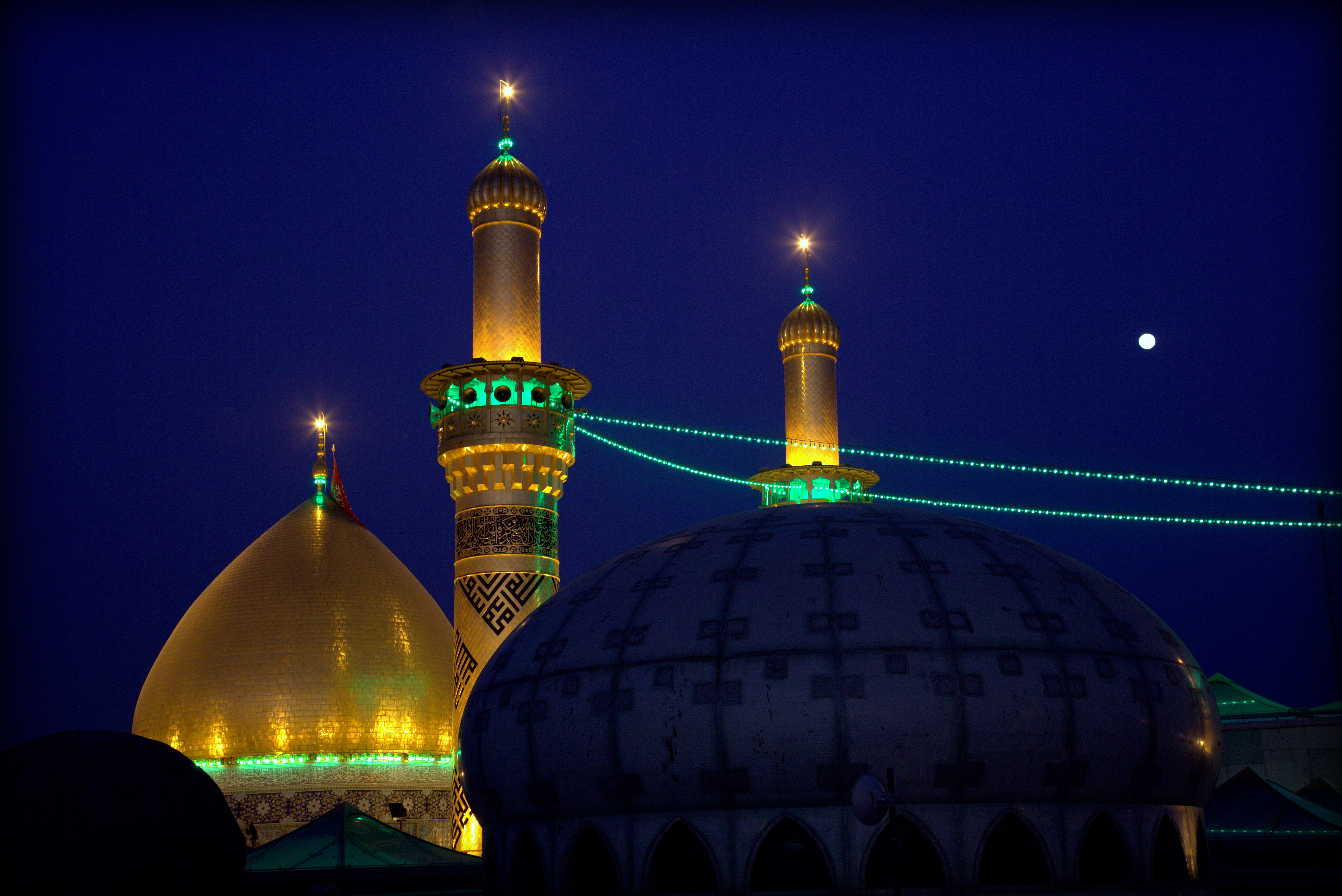
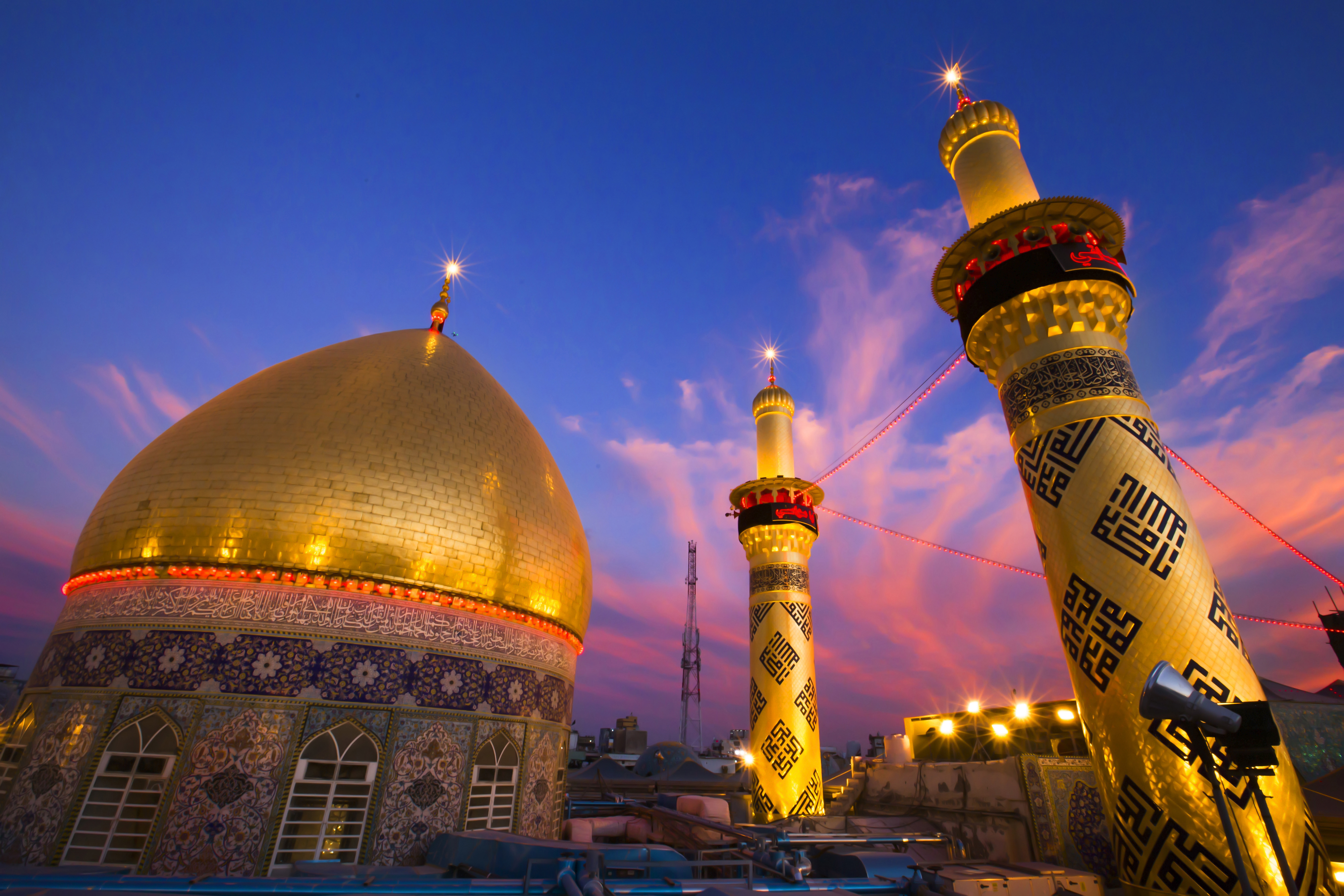
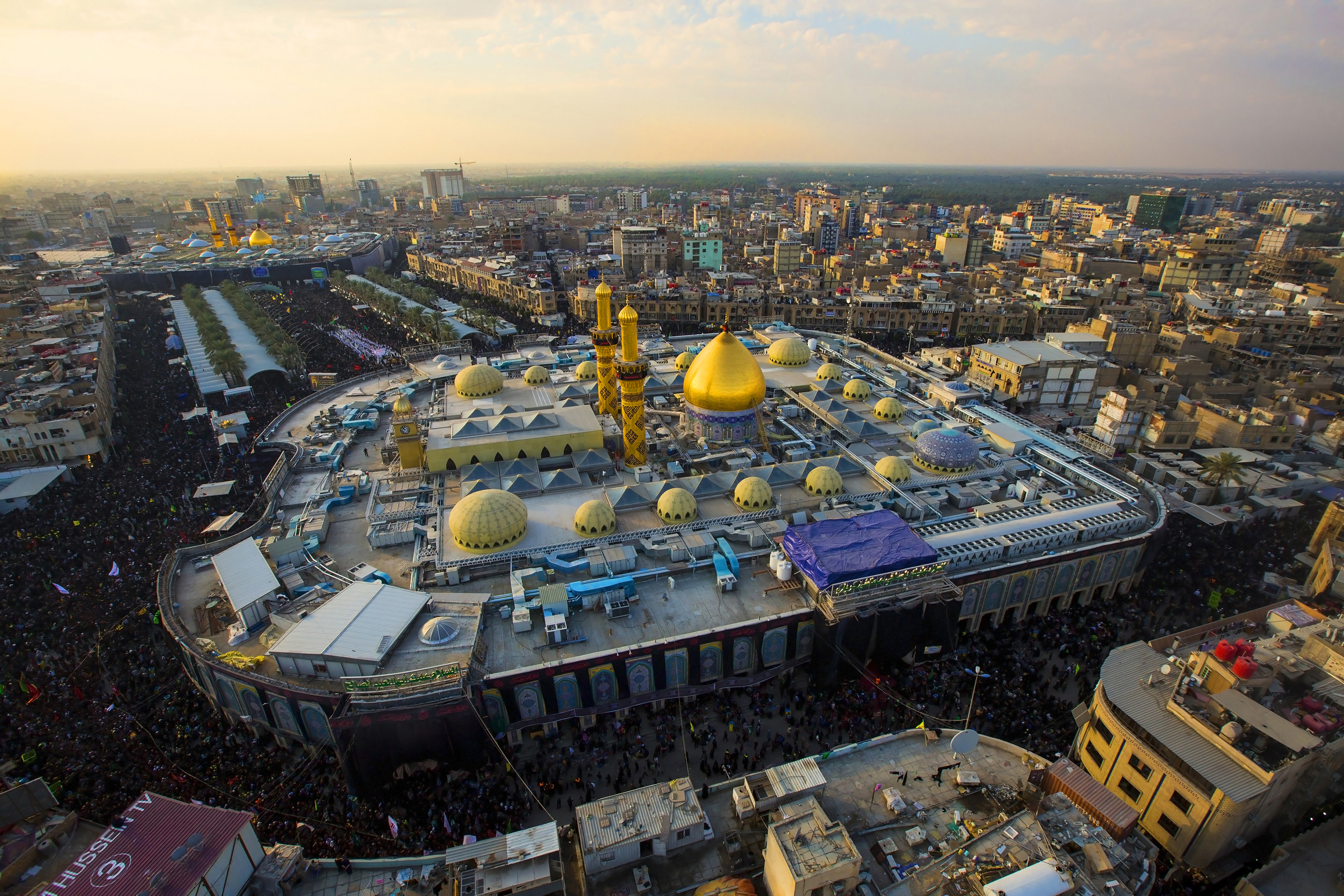
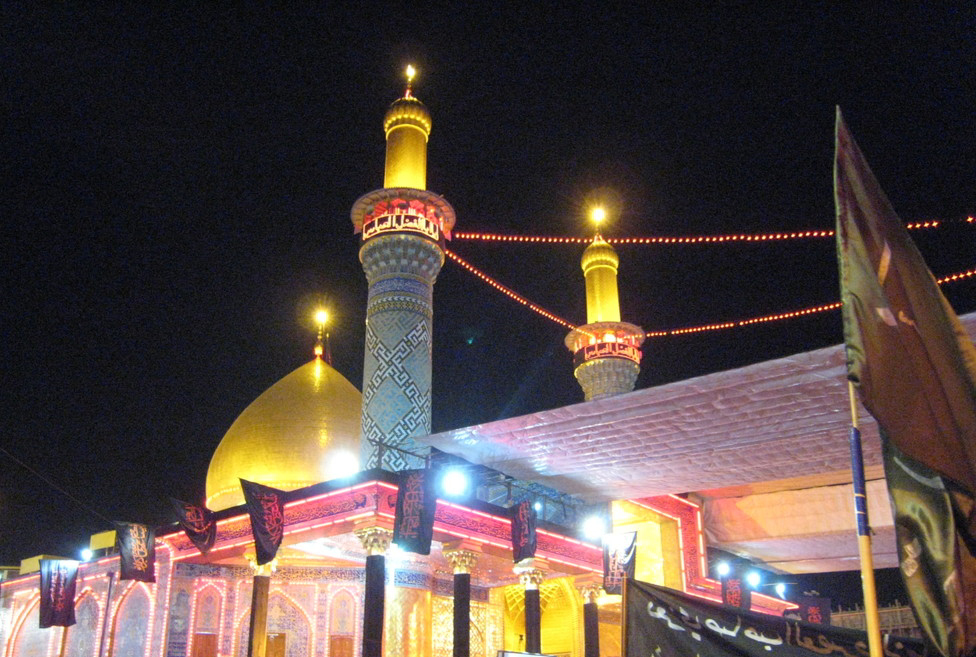
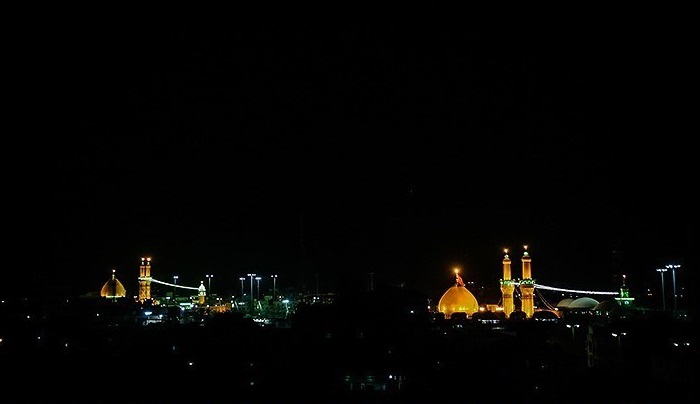
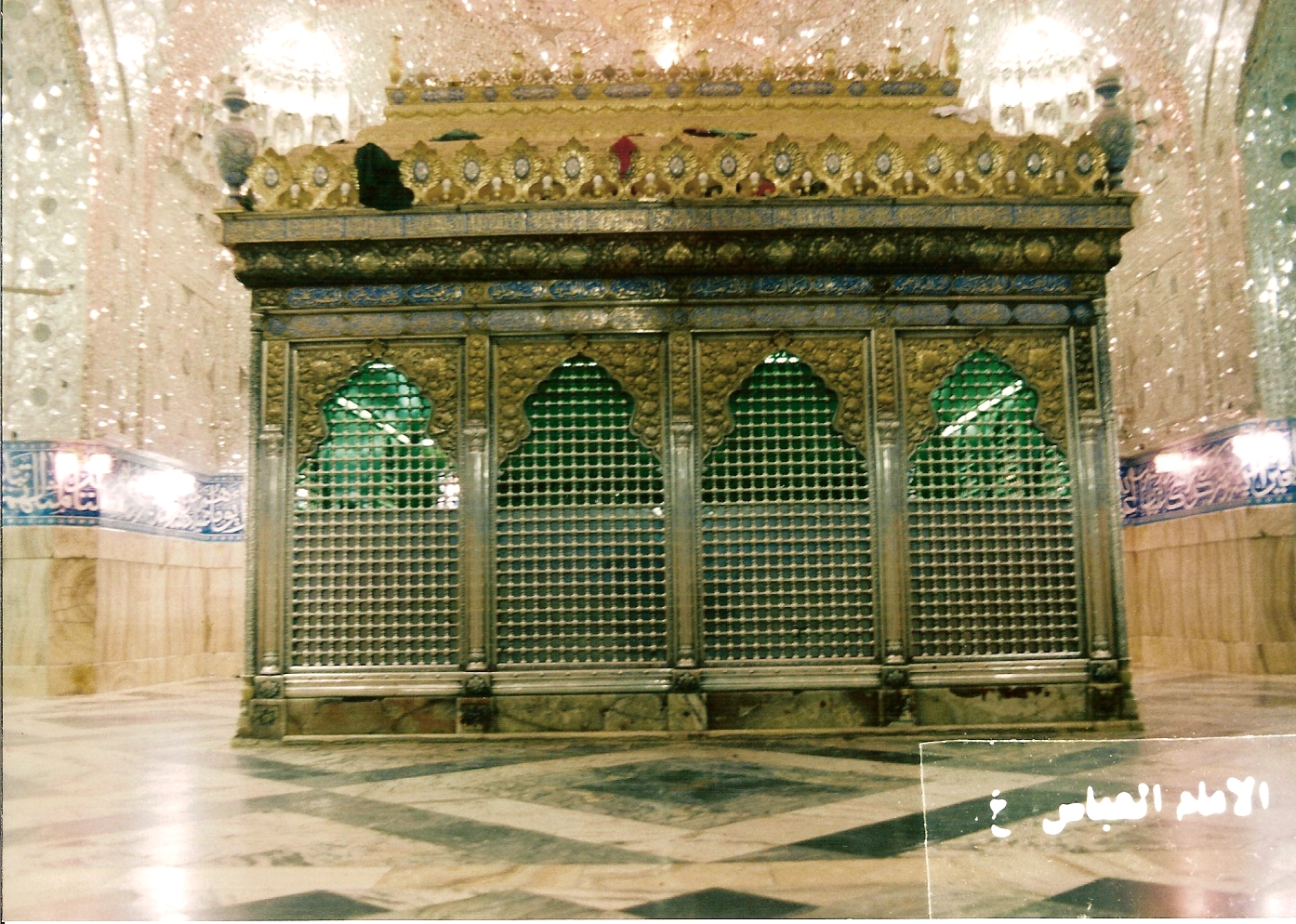
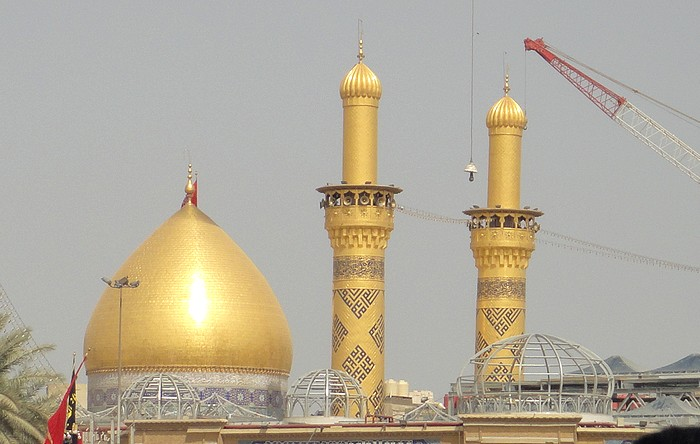
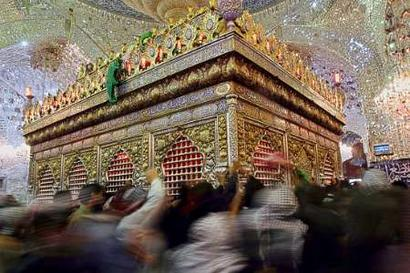
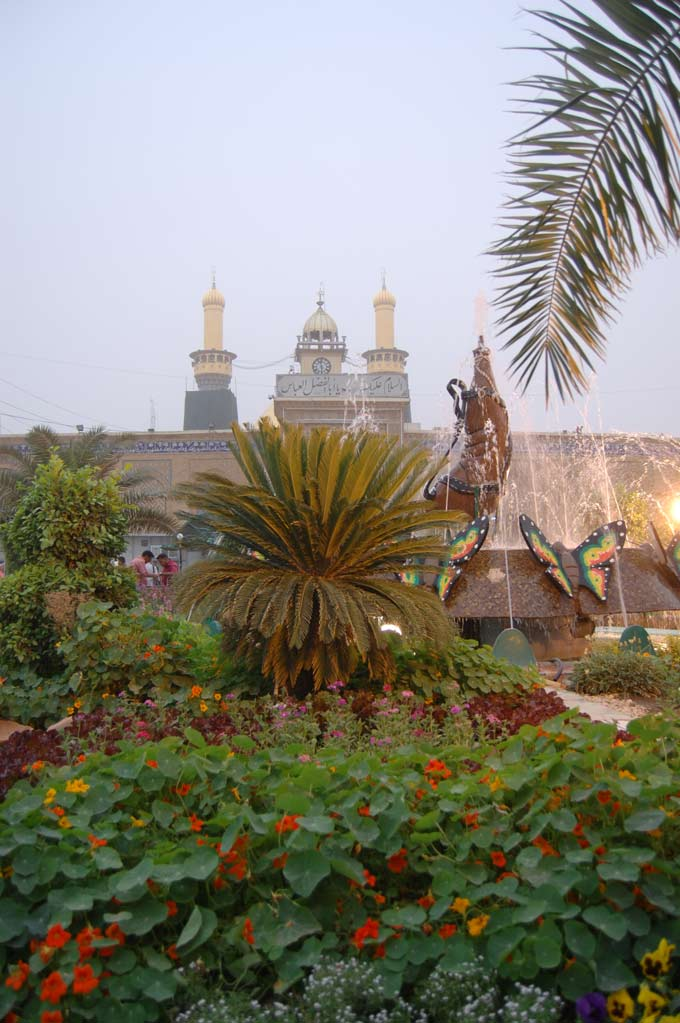
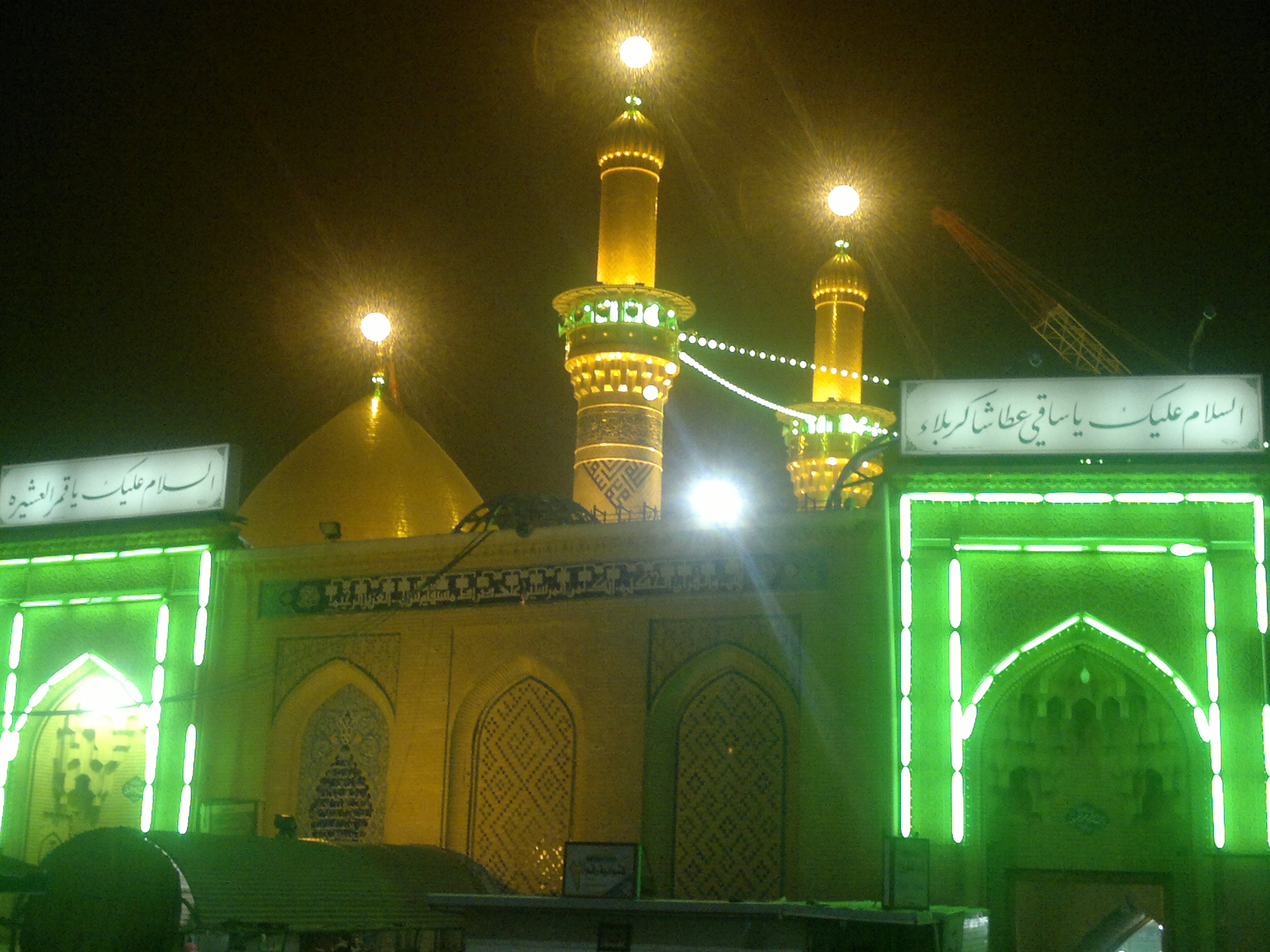

## وصلات خارجية
- الموقع الإلكتروني للعتبة العباسية
- وصف العتبة - الموقع الإلكتروني للعتبة العباسية